# Jon M. Chu
Jonathan Murray Chu (Palo Alto, 2 de novembro de 1979) é um cineasta, produtor e roteirista estadunidense.
Chu é conhecido como o diretor da comédia romântica Crazy Rich Asians (2018) e da fantasia musical Wicked (2024), sendo o primeiro um dos primeiros filmes de um grande estúdio de Hollywood a apresentar um elenco majoritariamente de ascendência asiática. Ele também dirigiu o musical In the Heights de 2021.
Outros filmes que ele dirigiu frequentemente incluem elementos musicais, incluindo os filmes de dança Step Up 2: The Streets (2008) e Step Up 3D (2010), o musical Jem and the Holograms (2015), e os filmes de concertos ao vivo Justin Bieber: Never Say Never (2011) e Justin Bieber's Believe (2013). Chu é um ex-aluno da Escola de Artes Cinematográficas da Universidade do Sul da Califórnia.

## Carreira
Depois de fazer seu curta de estudante, When the Kids Are Away, Chu foi contratado pela William Morris Agency e vinculado a vários projetos de alto perfil. Chu foi contratado pela Sony Pictures para dirigir uma adaptação contemporânea, inspirada no hip hop, do musical teatral Bye Bye Birdie. No entanto, a Sony não deu sinal verde para o filme devido a preocupações com o orçamento. A Sony recontratou Chu para dirigir sua versão atualizada de The Great Gatsby, que não deu certo, pois o projeto foi comprado pela Warner Bros. Pictures para seu filme de 2013.
Ele esteve em uma equipe de dança chamada AC/DC ou Adam/Chu Dance crew. Em uma entrevista, Chu abordou uma pergunta que sempre lhe fazem: "Por que todos os seus filmes têm dança?" Ele respondeu: "Não sei por quê. Parece tão óbvio. Mas há algo sobre os dançarinos que mais me motiva. Não sei se é só a dança, mas acho que os dançarinos são artistas incríveis, e toda vez que conheço um novo dançarino, isso dispara algo no meu cérebro, e sou mais criativo do que jamais poderia ser. Quando sinto essa explosão de criatividade, vou com ela."
Em 2013, Chu recebeu o Visionary Award da East West Players (EWP), o teatro de cor mais antigo dos Estados Unidos, por suas contribuições à comunidade asiático-pacífica-americana (APA). Em uma sessão de perguntas e respostas online, Chu revelou que havia assistido às produções da EWP quando criança e estava animado "para ultrapassar os limites com elas no futuro".
Em 2013, Chu dirigiu um vídeo de segurança pré-voo para a Virgin America. O vídeo foi estruturado como um número musical que incorporou vários estilos e dança de alta energia. O vídeo foi reproduzido antes dos voos até 2018, quando a Virgin America foi incorporada à Alaska Airlines.
Chu dirigiu Crazy Rich Asians, que foi o filme de maior bilheteria no fim de semana de 17 de agosto de 2018, arrecadou mais de US$ 35 milhões nas bilheterias dos EUA durante seus primeiros cinco dias, e recebeu uma classificação de 93% do Rotten Tomatoes. Uma semana após o lançamento do filme, a Variety relatou que uma sequência já estava em desenvolvimento pela Warner Bros. com Chu escalado para dirigir. O diretor Chu faz parte da família de Rachel Chu no romance que deu origem ao filme, como um primo distante.
Chu dirigiu In the Heights, baseado no musical da Broadway de mesmo nome, para a Warner Bros. Pictures. O lançamento estava previsto para 26 de junho de 2020, embora tenha sido adiado devido à pandemia de COVID-19. O filme foi lançado em 10 de junho de 2021.
Em outubro de 2020, foi anunciado que Chu dirigiria o piloto da série Willow da Disney+, baseada no filme de mesmo nome, com Warwick Davis retornando como o personagem-título. No mês seguinte, Chu entrou em negociações com a Disney para dirigir uma adaptação live-action de Lilo & Stitch, que ele acabou desistindo devido a outras obrigações.
Em janeiro de 2021, Chu deixou as funções de direção em Willow devido a atrasos na produção e motivos pessoais com o nascimento de seu próximo filho. No mês seguinte, foi anunciado que Chu dirigiria a adaptação cinematográfica em duas partes de Wicked para a Universal Pictures, com ambas as partes definidas para lançamentos em novembro de 2024 e 2025.